# Leucostele atacamensis
Leucostele atacamensis (Phil.) Schlumpb. è una pianta appartenente alla famiglia delle Cactaceae, diffusa in Sud America.

## Distribuzione e habitat
La specie è diffusa in Bolivia, Cile e Argentina.

## Usi
Il legno di questa specie può essere utilizzato nella costruzione e nella fabbricazione di mobili.